# Jack Bradbury
Jack Bradbury (27 de diciembre de 1914 - 15 de mayo de 2004) fue un animador y dibujante de cómics estadounidense.
Bradbury comenzó a trabajar para Disney a los 20 años y fue responsable de escenas clave de películas como Bambi, Fantasía, y Pinocho. Después de trabajar para Friz Freleng en Warner Brothers, comenzó a trabajar para Western Publishing en 1947, ilustrando Little Golden Boosk, otros libros de niños y libros de cómics para Dell Comics y Gold Key Comics. 
Murió en 2004 de insuficiencia renal.